# Monica Casiraghi
Pour les articles homonymes, voir Casiraghi.
Monica Casiraghi, née le 4 avril 1969 à Missaglia, est une coureuse de fond et d'ultrafond italienne. Elle est championne du monde du 100 kilomètres 2003 et double championne d'Europe du 100 kilomètres.

## Biographie
Monica se met à la course à pied tôt dans son enfance en participant aux Giochi della Gioventù (it) à l'âge de 10 ans. Parvenant à jongler entre son travail d'ouvrière en atelier mécanique et sa pratique sportive, elle se spécialise par la suite dans les distances longues, sur semi-marathon puis sur marathon en commençant par le marathon de New York 1991 qu'elle termine en 3 h 11 min 9 s. Sentant qu'elle dispose encore de forces à la fin des marathons, elle s'oriente vers l'ultra-marathon,.
En 1999, elle est sélectionnée dans l'équipe nationale qui prend part pour la première fois aux championnats du monde du 100 kilomètres à Chavagnes-en-Paillers. Elle s'y classe seizième.
Elle remporte sa première victoire aux 100 kilomètres del Passatore en 2001 en battant la Russe Marina Mychlianova. Elle s'illustre lors des championnats du monde du 100 kilomètres à Cléder en devant la première athlète italienne à remporter une médaille individuelle en s'emparant du bronze en 7 h 39 min 42 s.
Elle confirme son talent en 2002 en décrochant une nouvelle fois la médaille de bronze aux championnats du monde à Thourout ainsi que la médaille d'argent aux championnats d'Europe à Winschoten.
Elle connaît une excellente saison 2003. Le 19 avril, elle effectue une solide course lors des championnats d'Europe du 100 kilomètres à Tchernogolovka. Maintenant un rythme soutenu derrière la Russe Tatiana Zhyrkova, elle termine sur la deuxième marche du podium en 7 h 28 min 0 s, établissant un nouveau record d'Italie. Elle pratique de manière occasionnelle la course en montagne et le trail. Elle s'y illustre notamment en 2003, en créant la surprise lors du Swiss Alpine Marathon. N'étant pas annoncée parmi les favorites, elle s'échappe dès le début de la course et s'impose en solitaire avec près de dix minutes d'avance sur la Suissesse Jasmin Nunige. Elle domine ensuite le Défi Val-de-Travers en battant de plus de vingt minutes l'Allemande Julia Alter. Le 16 novembre, elle s'élance au départ des championnats du monde du 100 kilomètres à Tainan. Désireuse de décrocher la médaille d'or après plusieurs médailles d'argent et de bronze et bouleversée par la récente découvertre d'une tumeur chez son père, elle effectue une excellente course en tête pour s'offrir le titre mondial, menant sa compatriote Paola Sanna vers un doublé,.
Le 30 mai 2004, elle s'élance comme favorite aux championnats d'Europe du 100 kilomètres à Faenza courus dans le cadre des 100 km del Passatore. Elle assume son rôle et remporte le titre en s'imposant avec plus de quinze minutes d'avance sur la Française Karine Herry. Elle décroche une troisième médaille de bronze aux championnats du monde à Winschoten.
Le 10 septembre 2005, elle mène avec facilité la course des championnats d'Europe courus dans le cadre des 100 km de Winschoten. Elle se fait surprendre par la remontée de l'Allemande Birgit Schönherr-Hölscher en fin de course et lutte jusqu'au bout pour ne pas se faire doubler, s'imposant finalement avec seulement trois secondes d'avance.
Le 29 octobre 2006, elle livre un duel serré avec la Française Karine Herry sur la grande course des Templiers pour finalement terminer deuxième avec cinq minutes de retard sur cette dernière.
Elle s'oriente ensuite vers les épreuves de 24 heures et prend part aux championnats d'Europe 2007 de la discipline à Madrid où elle remporte la médaille d'argent.
Le 2 mai 2009, elle participe aux championnats du monde des 24 heures à Bergame. Tandis que les Françaises Anne-Cécile Fontaine et Brigitte Bec luttent en tête pour la victoire, Monica complète la troisième marche du podium.
Le 13 mai 2010, elle réalise une excellente course derrière Anne-Cécile Fontaine aux championnats du monde des 24 heures à Brive-la-Gaillarde. Parvenant à se défendre face à Julia Alter, elle remporte la médaille argent avec 231,390 kilomètres, établissant un nouveau record national,.

## Palmarès

### Route
| Année | Compétition                             | Lieu               | Place | Épreuve        | Performance     |
| ----- | --------------------------------------- | ------------------ | ----- | -------------- | --------------- |
| 1994  | Marathon de Vedelago                    | Vedelago           | 1re   | Marathon       | 3 h 14 min 22 s |
| 1997  | Midnight Sun Marathon                   | Tromsø             | 1re   | Marathon       | 3 h 4 min 25 s  |
| 1999  | Verdi Marathon                          | Busseto            | 3e    | Marathon       | 2 h 50 min 44 s |
| 2001  | 50 km de Romagna                        | Castel Bolognese   | 2e    | 50 kilomètres  | 3 h 47 min 35 s |
| 2001  | 100 km del Passatore                    | Faenza             | 1re   | 100 kilomètres | 8 h 11 min 43 s |
| 2001  | Championnats du monde du 100 kilomètres | Cléder             | 3e    | 100 kilomètres | 7 h 39 min 42 s |
| 2002  | Marathon de Naples                      | Naples             | 2e    | Marathon       | 2 h 49 min 4 s  |
| 2002  | Marathon de Trieste                     | Trieste            | 4e    | Marathon       | 2 h 49 min 33 s |
| 2002  | Marathon de Vérone                      | Vérone             | 1re   | Marathon       | 2 h 46 min 20 s |
| 2002  | Marathon de Bergame                     | Bergame            | 1re   | Marathon       | 2 h 49 min 25 s |
| 2002  | Championnats du monde du 100 kilomètres | Torhout            | 3e    | 100 kilomètres | 7 h 40 min 0 s  |
| 2002  | Pistoia-Abetone                         | Abetone            | 1re   | Ultra-marathon | 4 h 17 min 59 s |
| 2002  | Championnats d'Europe du 100 kilomètres | Winschoten         | 2e    | 100 kilomètres | 7 h 33 min 14 s |
| 2002  | Semi-marathon de Garde                  | Gargnano           | 1er   | Semi-marathon  | 1 h 17 min 46 s |
| 2002  | Italian Marathon Memorial Enzo Ferrari  | Carpi              | 3e    | Marathon       | 2 h 45 min 13 s |
| 2002  | Marathon de Florence                    | Florence           | 4e    | Marathon       | 2 h 49 min 20 s |
| 2003  | Verdi Marathon                          | Busseto            | 1er   | Marathon       | 2 h 47 min 15 s |
| 2003  | Vigarano Marathon                       | Ferrare            | 2e    | Marathon       | 2 h 49 min 25 s |
| 2003  | Championnats d'Europe du 100 kilomètres | Tchernogolovka     | 2e    | 100 kilomètres | 7 h 28 min 0 s  |
| 2003  | 50 km de Romagna                        | Castel Bolognese   | 1re   | 50 kilomètres  | 3 h 28 min 27 s |
| 2003  | 100 km del Passatore                    | Faenza             | 1re   | 100 kilomètres | 7 h 59 min 41 s |
| 2003  | Pistoia-Abetone                         | Abetone            | 1re   | Ultra-marathon | 4 h 15 min 14 s |
| 2003  | Supermarathon de Palerme                | Palerme            | 1re   | 50 kilomètres  | 3 h 31 min 46 s |
| 2003  | Championnats du monde du 100 kilomètres | Tainan             | 1re   | 100 kilomètres | 8 h 4 min 47 s  |
| 2004  | Verdi Marathon                          | Busseto            | 2e    | Marathon       | 2 h 49 min 12 s |
| 2004  | Marathon de Brescia                     | Brescia            | 2e    | Marathon       | 2 h 50 min 0 s  |
| 2004  | 50 km de Romagna                        | Castel Bolognese   | 1re   | 50 kilomètres  | 3 h 22 min 10 s |
| 2004  | ColleMar-athon                          | Fano               | 1re   | Marathon       | 2 h 55 min 50 s |
| 2004  | 100 km del Passatore                    | Faenza             | 1re   | 100 kilomètres | 8 h 3 min 3 s   |
| 2004  | Pistoia-Abetone                         | Abetone            | 1re   | Ultra-marathon | 4 h 20 min 17 s |
| 2004  | Championnats du monde du 100 kilomètres | Winschoten         | 3e    | 100 kilomètres | 7 h 29 min 20 s |
| 2004  | Marathon de Vérone                      | Vérone             | 2e    | Marathon       | 2 h 57 min 15 s |
| 2004  | Supermarathon de Palerme                | Palerme            | 3e    | 50 kilomètres  | 3 h 37 min 22 s |
| 2005  | Verdi Marathon                          | Busseto            | 1re   | Marathon       | 2 h 57 min 58 s |
| 2005  | 50 km de Romagna                        | Castel Bolognese   | 1re   | 50 kilomètres  | 3 h 40 min 18 s |
| 2005  | Pistoia-Abetone                         | Abetone            | 1re   | Ultra-marathon | 4 h 33 min 23 s |
| 2005  | Championnats d'Europe du 100 kilomètres | Winschoten         | 1re   | 100 kilomètres | 7 h 53 min 25 s |
| 2005  | Supermarathon de Palerme                | Palerme            | 2e    | 50 kilomètres  | 3 h 48 min 7 s  |
| 2007  | Championnats d'Europe des 24 heures     | Madrid             | 2e    | 24 heures      | 217,989 km      |
| 2007  | 24h No Finish Line Monaco               | Monaco             | 1re   | 24 heures      | 221,940 km      |
| 2008  | 24h del Delfino                         | Bergame            | 1re   | 24 heures      | 226,130 km      |
| 2008  | 24h No Finish Line Monaco               | Monaco             | 1re   | 24 heures      | 220,850 km      |
| 2009  | 100 km de Seregno                       | Seregno            | 1re   | 100 kilomètres | 7 h 56 min 6 s  |
| 2009  | Championnats du monde des 24 heures     | Bergame            | 3e    | 24 heures      | 223,848 km      |
| 2009  | 100 km degli Etruschi                   | Tarquinia          | 1re   | 100 kilomètres | 8 h 31 min 36 s |
| 2010  | ColleMar-athon                          | Fano               | 3e    | Marathon       | 3 h 4 min 14 s  |
| 2010  | Championnats du monde des 24 heures     | Brive-la-Gaillarde | 2e    | 24 heures      | 231,390 km      |
| 2011  | Verdi Marathon                          | Busseto            | 3e    | Marathon       | 2 h 59 min 24 s |
| 2011  | 100 km de Seregno                       | Seregno            | 1re   | 100 kilomètres | 8 h 11 min 53 s |
| 2012  | Verdi Marathon                          | Busseto            | 1re   | Marathon       | 3 h 1 min 30 s  |

### Trail
| no  | féminin            | Course                         | Longueur | Départ            | Temps           |
| --- | ------------------ | ------------------------------ | -------- | ----------------- | --------------- |
|     | Médaille de bronze | Drei Zinnen Alpine Run         | 16,1 km  | 13 septembre 1998 | 1 h 53 min 49 s |
| 11e | Médaille d'or      | Swiss Alpine Marathon K42      | 42 km    | 26 juillet 2003   | 3 h 19 min 22 s |
| 5e  | Médaille d'or      | Défi Val-de-Travers            | 72 km    | 22 août 2003      | 6 h 10 min 31 s |
|     | Médaille d'argent  | Val Gardena Extrem             | 19,1 km  | 21 septembre 2003 | 2 h 7 min 32 s  |
| 15e | Médaille d'or      | Swiss Alpine Marathon K42      | 72 km    | 31 juillet 2004   | 6 h 47 min 55 s |
|     | Médaille d'argent  | Val Gardena Extrem             | 19,1 km  | 19 septembre 2004 | 2 h 9 min 27 s  |
| 77e | Médaille d'argent  | La grande course des Templiers | 72 km    | 29 octobre 2006   | 7 h 52 min 22 s |
|     | Médaille d'or      | Supermarathon de l'Etna        | 43 km    | 10 juin 2007      | 4 h 45 min 18 s |
|     | Médaille d'or      | Supermarathon de l'Etna        | 43 km    | 14 juin 2008      | 4 h 39 min 18 s |

## Records
| Épreuve        | Performance     | Date              | Lieu                    |
| -------------- | --------------- | ----------------- | ----------------------- |
| Semi-marathon  | 1 h 20 min 31 s | 11 janvier 2004   | San Bartolomeo in Bosco |
| 30 kilomètres  | 1 h 39 min 55 s | 24 mars 2002      | Novellara               |
| Marathon       | 2 h 45 min 13 s | 6 octobre 2002    | Carpi                   |
| 50 kilomètres  | 3 h 31 min 46 s | 19 octobre 2003   | Palerme                 |
| 50 milles      | 6 h 39 min 40 s | 19 avril 2003     | Tchernogolovka          |
| 100 kilomètres | 7 h 28 min 0 s  | 19 avril 2003     | Tchernogolovka          |
| 100 milles     | 15 h 7 min 14 s | 10 septembre 2011 | Nykøbing Mors           |
| 6 heures       | 67,901 km       | 13 mai 2010       | Brive-la-Gaillarde      |
| 12 heures      | 131,000 km      | 19 avril 2008     | Ciserano                |
| 24 heures      | 231,390 km      | 13 mai 2010       | Brive-la-Gaillarde      |